# 辰清河
辰清河，位于中华人民共和国黑龙江省西北部，是逊毕拉河右岸支流，发源于五大连池市东北部小兴安岭高巍山山谷内，蜿蜒向北流经五大连池的兴安乡、孙吴县辰清镇、清溪乡等地，于县城孙吴城区街道西北4千米处汇入逊毕拉河。河长104千米，流域面2032平方千米，河道平均比降1.81‰，河流弯曲系数1.35，河宽12～60米。年均径流量3.6亿立方米。辰清河流域森林密布，植被良好；河谷沿岸和局部的缓山坡坡多沼泽湿地。